# Ō̰
Cette page contient des caractères spéciaux ou non latins. S’ils s’affichent mal (▯, ?, etc.), consultez la page d’aide Unicode.
Ō̰ (minuscule : ō̰), appelé O tilde souscrit macron, est un graphème et une lettre additionnelle de l’alphabet latin utilisée pour l’écriture du sar. Elle est composée d’un O, d’un tilde souscrit et d’un macron.

## Utilisation
En sar, le ō̰ est utilisé pour noter une voyelle o nasalisée par exemple dans kó̰yō̰ « étoile ».

## Représentations informatiques
Le O tilde souscrit macron peut être représenté avec les caractères Unicode suivants : 
- précomposé et normalisé NFC (latin étendu A, diacritiques) :

| formes    | représentations | chaînes de caractères | points de code | descriptions                                                |
| --------- | --------------- | --------------------- | -------------- | ----------------------------------------------------------- |
| capitale  | Ō̰               | Ō◌̰                    | U+014C U+0330  | lettre majuscule latine o macron diacritique tilde souscrit |
| minuscule | ō̰               | ō◌̰                    | U+014D U+0330  | lettre minuscule latine o macron diacritique tilde souscrit |

- décomposé et normalisé NFD (latin de base, diacritiques) :

| formes    | représentations | chaînes de caractères | points de code       | descriptions                                                     |
| --------- | --------------- | --------------------- | -------------------- | ---------------------------------------------------------------- |
| capitale  | Ō̰               | O◌̰◌̄                   | U+004F U+0330 U+0304 | lettre majuscule o diacritique tilde souscrit diacritique macron |
| minuscule | ō̰               | o◌̰◌̄                   | U+006F U+0330 0304   | lettre minuscule o diacritique tilde souscrit diacritique macron |